# Пластовець Олександр Олексійович
Олександр Олексійович Пластовець (27 листопада 1960 — 28 січня 1984) — «воїн-інтернаціоналіст», лейтенант, учасник Афганської війни (1979-1989), загинув у бою, посмертно нагороджений Орденом Червоної Зірки та орденом Бойового Червоного Прапора.

## Біографія
Народився 27 листопада 1960 року у селищі Черевківка Слов'янського району Сталінської області.
У 1978 році закінчив середню школу № 2 міста Донецька.
З 5 серпня 1978 року перебував у лавах Збройних Силах СРСР.
У 1982 р. Пластовець Олександр з відзнакою закінчив Донецьке вище військово-політичне училище та був направлений для подальшого проходження служби до міста Біла Церква.
20 лютого 1983 року направлений до складу радянських окупаційних військ у Афганістані, заступником з політичної частини командира мотострілецької роти 2-го мотострілецького батальйону 180-го мотострілецького полку 108-ї мотострілецької дивізії.
Брав участь у багатьох бойових операціях. Особливо відзначився у вересні 1983 року в районі населеного пункту Мітерлам. Під обстрілом повстанців він підняв особовий склад роти та повів у атаку. У цьому бою були придушені 2 вогневі точки повстанців, вони зазнали великих втрат у живій силі.
За мужність і відвагу, виявлені в боях з повстанцями, вміння організувати особовий склад на виконання бойового завдання у 1984 році лейтенанта Пластовця Олександра Олексійовича нагороджено орденом Червоної Зірки, достроково представлено до чергового звання.
28 січня 1984 року в бою біля населеного пункту Газа в районі Кабула рота зустріла сильний опір моджахедів. Група солдатів під командуванням лейтенанта Пластовця, забезпечуючи прикриття основних сил роти, відбила кілька атак повстанців, що перевищували окупантів за чисельністю. У ході бою отримав тяжкі поранення, від яких помер дорогою до шпиталю.
Похований на Мушкетівському цвинтарі в Донецьку (дільниця 6, біля алеї).
За мужність та відвагу, виявлені в бою з повстанцями, Пластовець Олександр Олексійович нагороджений орденом Червоного Прапора (посмертно).

## Пам'ять
У Донецьку на Алеї пам'яті загиблих в Афганістані на території військової частини 3037 (вулиця Купріна, 1з) старшому лейтенанту А. А. Пластовцю встановлено обеліск.
На території Донецького військового ліцею (вулиця Купріна, 1) встановлено пам'ятник випускникам та співробітникам ДВВПУ, які загинули в Афганістані, де вибито ім'я лейтенанта Олександра Пластовця.
Його ім'я вказано на меморіалах воїнам-інтернаціоналістам у Києві та Донецьку.
Меморіальні дошки встановлені в Донецьку на будівлі середньої школи № 2 (вулиця Артема, 129а), на будівлі середньої школи №2 та на одному з будинків по вулиці Інтернаціоналістів у селищі Миколаївка міста Слов'янська Донецької області.
Його ім'я носили піонерські загони у середній школі № 2 міста Донецька та середній школі № 2 селища Миколаївка міста Слов'янська Донецької області.